# チオ硫酸デヒドロゲナーゼ (キノン)
チオ硫酸デヒドロゲナーゼ (キノン)（thiosulfate dehydrogenase (quinone)）は、次の化学反応を触媒する酸化還元酵素である。
反応式の通り、この酵素の基質はチオ硫酸と6-デシルユビキノン、生成物はテトラチオン酸と6-デシルユビキノールである。
組織名はthiosulfate:6-decylubiquinone oxidoreductaseで、別名にthiosulfate:quinone oxidoreductase、thiosulphate:quinone oxidoreductase、thiosulfate oxidoreductase, tetrathionate-forming、TQOがある。